# Campeonato Sudamericano de Baloncesto Sub-17 de 2007
El Campeonato Sudamericano de Baloncesto Sub-17 de 2007 corresponde a la VI edición del Campeonato Sudamericano de Baloncesto Sub-17, fue organizado por FIBA Américas. Fue disputado en la ciudad de Guanare capital del estado de Portuguesa en Venezuela entre el 14 de junio y el 18 de junio de 2007 y los 3 mejores clasifican al Fiba Américas Sub-18 a realizarse en 2008.

## Primera fase

### Grupo A
|   | Equipo    | Pts | J | G | P | PF  | PC  | Dif  |
| - | --------- | --- | - | - | - | --- | --- | ---- |
| 1 | Venezuela | 6   | 3 | 3 | 0 | 284 | 128 | +156 |
| 2 | Argentina | 5   | 3 | 2 | 1 | 252 | 144 | +108 |
| 3 | Perú      | 4   | 3 | 1 | 2 | 135 | 268 | -133 |
| 4 | Colombia  | 3   | 3 | 0 | 3 | 140 | 271 | -131 |

| 14 de junio, 14:00                        | Argentina                          | 87 - 36                            | Colombia |  |
| Reporte                                   |                                    |                                    |          |  |
| Parciales: 23-9, 13-8, 25-8, 26-11        | Parciales: 23-9, 13-8, 25-8, 26-11 | Parciales: 23-9, 13-8, 25-8, 26-11 | Guanare  |  |
| Matias Nocedal 20 puntos                  | Pts                                | Gilo Elderson Hawkins 9 puntos     | Guanare  |  |
| Fabian Ramírez Barrios 8 rebotes          | Rebs                               | Juan David Almario 5 rebotes       | Guanare  |  |
| Ezequiel Alberto Manzanares 5 asistencias | Asists                             | César Ely Pastrana                 | Guanare  |  |

| 14 de junio, 20:00                 | Venezuela                          | 101 - 26                              | Perú    |  |
| Reporte                            |                                    |                                       |         |  |
| Parciales: 27-11, 26-8, 22-5, 26-2 | Parciales: 27-11, 26-8, 22-5, 26-2 | Parciales: 27-11, 26-8, 22-5, 26-2    | Guanare |  |
| Jhonny Juárez 15 puntos            | Pts                                | Jose Alexander Romero 5 puntos        | Guanare |  |
| Jesús Brito 5 rebotes              | Rebs                               | Jose Lopez 4 rebotes                  | Guanare |  |
| Yonaiker Ecker 7 asistencias       | Asists                             | Sebastián Tomas Arrarte 1 asistencias | Guanare |  |

| 15 de junio, 14:00                   | Perú                                | 35 - 99                               | Argentina |  |
| Reporte                              |                                     |                                       |           |  |
| Parciales: 10-32, 3-20, 13-20, 9-27  | Parciales: 10-32, 3-20, 13-20, 9-27 | Parciales: 10-32, 3-20, 13-20, 9-27   | Guanare   |  |
| Alejandro Bellatin 8 puntos          | Pts                                 | Ezequiel Alberto Manzanares 20 puntos | Guanare   |  |
| Sebastián Tomas Arrarte 4 rebotes    | Rebs                                | Kevin Hernández 7 rebotes             | Guanare   |  |
| Guillermo Jorge Basadre 1 asistencia | Asists                              | Matias Nocedal 3 asistencias          | Guanare   |  |

| 15 de junio, 20:00                  | Colombia                            | 36 - 110                            | Venezuela |  |
| Reporte                             |                                     |                                     |           |  |
| Parciales: 10-29, 5-28, 13-28, 8-25 | Parciales: 10-29, 5-28, 13-28, 8-25 | Parciales: 10-29, 5-28, 13-28, 8-25 | Guanare   |  |
| Andrés Bahamon 11 puntos            | Pts                                 | Emilio Cappare 17 puntos            | Guanare   |  |
| Lletro Martínez 7 rebotes           | Rebs                                | Yelfri Berroteran 6 rebotes         | Guanare   |  |
| Juan David Almario 1 asistencia     | Asists                              | Yonaiker Ecker 8 asistencias        | Guanare   |  |

| 16 de junio, 16:00                   | Argentina                            | 66 - 73                              | Venezuela |  |
| Reporte                              |                                      |                                      |           |  |
| Parciales: 8-19, 21-24, 15-11, 22-19 | Parciales: 8-19, 21-24, 15-11, 22-19 | Parciales: 8-19, 21-24, 15-11, 22-19 | Guanare   |  |
| Pablo Orlietti 14 puntos             | Pts                                  | Josmar Acevedo 20 puntos             | Guanare   |  |
| Pablo Orlietti 5 rebotes             | Rebs                                 | Josmar Acevedo 10 rebotes            | Guanare   |  |
| Ramiro Iglesias 3 asistencias        | Asists                               | Yonaiker Ecker 2 asistencias         | Guanare   |  |

| 16 de junio, 20:00                    | Perú                                  | 74 - 68                               | Colombia |  |
| Reporte                               |                                       |                                       |          |  |
| Parciales: 20-14, 18-16, 16-19, 20-19 | Parciales: 20-14, 18-16, 16-19, 20-19 | Parciales: 20-14, 18-16, 16-19, 20-19 | Guanare  |  |
| Alejandro Bellatin 23 puntos          | Pts                                   | Juan David Almario 17 puntos          | Guanare  |  |
| Guillermo Jorge Basadre 9 rebotes     | Rebs                                  | Santiago Pelaez 7 rebotes             | Guanare  |  |
| Jose Lopez 3 asistencias              | Asists                                | Santiago Pelaez 1 asistencia          | Guanare  |  |

### Grupo B
|   | Equipo  | Pts | J | G | P | PF  | PC  | Dif  |
| - | ------- | --- | - | - | - | --- | --- | ---- |
| 1 | Brasil  | 6   | 3 | 3 | 0 | 248 | 133 | +115 |
| 2 | Uruguay | 5   | 3 | 2 | 1 | 172 | 182 | -10  |
| 3 | Chile   | 4   | 3 | 1 | 2 | 189 | 182 | +7   |
| 4 | Ecuador | 3   | 3 | 0 | 3 | 124 | 236 | -112 |

| 14 de junio, 16:00                    | Uruguay                               | 68 - 54                               | Ecuador |  |
| Reporte                               |                                       |                                       |         |  |
| Parciales: 22-13, 13-16, 11-13, 22-12 | Parciales: 22-13, 13-16, 11-13, 22-12 | Parciales: 22-13, 13-16, 11-13, 22-12 | Guanare |  |
| Mathias Calfani 16 puntos             | Pts                                   | Carlos Malatay 21 puntos              | Guanare |  |
| Mathias Calfani 7 rebotes             | Rebs                                  | Manuel Hurtado 4 rebotes              | Guanare |  |
| Agustín Maiochi 4 asistencias         | Asists                                | Carlos Malatay 5 asistencias          | Guanare |  |

| 14 de junio, 18:00                  | Brasil                              | 84 - 57                              | Chile   |  |
| Reporte                             |                                     |                                      |         |  |
| Parciales: 13-24, 25-16, 17-8, 29-9 | Parciales: 13-24, 25-16, 17-8, 29-9 | Parciales: 13-24, 25-16, 17-8, 29-9  | Guanare |  |
| Vitor Benite 19 puntos              | Pts                                 | Pablo Andrés Coro 17 puntos          | Guanare |  |
| André De Souza 8 rebotes            | Rebs                                | José Tomás Del Solar 3 rebotes       | Guanare |  |
| Vinicius Villela 2 asistencias      | Asists                              | Esteban Ignacio Toledo 4 asistencias | Guanare |  |

| 15 de junio, 16:00                   | Ecuador                              | 39 - 78                              | Chile   |  |
| Reporte                              |                                      |                                      |         |  |
| Parciales: 11-13, 10-19, 12-28, 6-18 | Parciales: 11-13, 10-19, 12-28, 6-18 | Parciales: 11-13, 10-19, 12-28, 6-18 | Guanare |  |
| Carlos Malatay 9 puntos              | Pts                                  | Vjekoslav Rafaeli 17 puntos          | Guanare |  |
| Mauricio José Bahamonde 3 rebotes    | Rebs                                 | Vjekoslav Rafaeli 3 rebotes          | Guanare |  |
| Mauricio José Bahamonde 1 asistencia | Asists                               | Esteban Ignacio Toledo 2 asistencias | Guanare |  |

| 15 de junio, 18:00                   | Uruguay                              | 45 - 74                              | Brasil  |  |
| Reporte                              |                                      |                                      |         |  |
| Parciales: 14-17, 13-17, 2-24, 16-16 | Parciales: 14-17, 13-17, 2-24, 16-16 | Parciales: 14-17, 13-17, 2-24, 16-16 | Guanare |  |
| Nicolas Catala 10 puntos             | Pts                                  | Vitor Benite 18 puntos               | Guanare |  |
| Nicolas Catala 6 rebotes             | Rebs                                 | Rafael Donatti 4 rebotes             | Guanare |  |
| Miguel Barriola 1 asistencia         | Asists                               | Joao Phylippe Belmiro 2 asistencias  | Guanare |  |

| 16 de junio, 16:00                 | Brasil                             | 90 - 31                             | Ecuador |  |
| Reporte                            |                                    |                                     |         |  |
| Parciales: 30-16, 18-8, 25-2, 17-5 | Parciales: 30-16, 18-8, 25-2, 17-5 | Parciales: 30-16, 18-8, 25-2, 17-5  | Guanare |  |
| Rodrigo De Jesus 17 puntos         | Pts                                | Felipe Guillermo Gómez 10 puntos    | Guanare |  |
| Augusto Cesar De Lima 7 rebotes    | Rebs                               | Carlos Delgado 3 rebotes            | Guanare |  |
| Rafael Luz 7 asistencias           | Asists                             | Wilson Samuel Marines 2 asistencias | Guanare |  |

| 16 de junio, 18:00                 | Uruguay                            | 59 - 54                            | Chile   |  |
| Reporte                            |                                    |                                    |         |  |
| Parciales: 4-13, 8-13, 24-9, 23-19 | Parciales: 4-13, 8-13, 24-9, 23-19 | Parciales: 4-13, 8-13, 24-9, 23-19 | Guanare |  |
| Cristian Tissierre 13 puntos       | Pts                                | Pablo Andrés Coro 16 puntos        | Guanare |  |
| Miguel Barriola 11 rebotes         | Rebs                               | Franco Morales 5 rebotes           | Guanare |  |
| Cristian Tissierre 1 asistencia    | Asists                             | José Tomás Del Solar 3 asistencias | Guanare |  |

### Partido del 7 lugar
| 17 de junio, 14:00                   | Colombia                             | 67 - 66                              | Ecuador |  |
| Reporte                              |                                      |                                      |         |  |
| Parciales: 21-8, 13-19, 10-22, 23-17 | Parciales: 21-8, 13-19, 10-22, 23-17 | Parciales: 21-8, 13-19, 10-22, 23-17 | Guanare |  |
| Juan David Almario 23 puntos         | Pts                                  | Carlos Malatay 17 puntos             | Guanare |  |
| Juan David Almario 13 rebotes        | Rebs                                 | Mauricio José Bahamonde 3 rebotes    | Guanare |  |
| Santiago Pelaez 3 asistencias        | Asists                               | Carlos Malatay 5 asistencias         | Guanare |  |

### Partido del 5 lugar
| 17 de junio, 16:00                    | Perú                                  | 78 - 73                               | Chile   |  |
| Reporte                               |                                       |                                       |         |  |
| Parciales: 16-20, 26-15, 21-19, 15-19 | Parciales: 16-20, 26-15, 21-19, 15-19 | Parciales: 16-20, 26-15, 21-19, 15-19 | Guanare |  |
| Jose Alexander Romero 19 puntos       | Pts                                   | Pablo Andrés Coro 21 puntos           | Guanare |  |
| Sebastián Tomas Arrarte 4 rebotes     | Rebs                                  | Esteban Ignacio Toledo 8 rebotes      | Guanare |  |
| Jose Lopez 4 asistencias              | Asists                                | Esteban Ignacio Toledo 2 asistencias  | Guanare |  |

## Fase Final

### Semifinal
| 17 de junio, 18:00                    | Brasil                                | 63 - 64                               | Argentina |  |
| Reporte                               |                                       |                                       |           |  |
| Parciales: 20-23, 18-15, 15-14, 10-12 | Parciales: 20-23, 18-15, 15-14, 10-12 | Parciales: 20-23, 18-15, 15-14, 10-12 | Guanare   |  |
| André De Souza 16 puntos              | Pts                                   | Pablo Orlietti 16 puntos              | Guanare   |  |
| Augusto Cesar De Lima 6 rebotes       | Rebs                                  | Pablo Orlietti 6 rebotes              | Guanare   |  |
| Luis Fernando Pascotti 3 asistencias  | Asists                                | Matias Nocedal 6 asistencias          | Guanare   |  |

| 17 de junio, 20:00                   | Venezuela                            | 79 - 45                              | Uruguay |  |
| Reporte                              |                                      |                                      |         |  |
| Parciales: 24-10, 15-9, 16-14, 24-12 | Parciales: 24-10, 15-9, 16-14, 24-12 | Parciales: 24-10, 15-9, 16-14, 24-12 | Guanare |  |
| Josmar Aceved 17 puntos              | Pts                                  | Cristian Tissierre 10 puntos         | Guanare |  |
| Gregory Echenique 3 rebotes          | Rebs                                 | Miguel Barriola 7 rebotes            | Guanare |  |
| Yonaiker Ecker 14 asistencias        | Asists                               | Miguel Barriola 2 asistencias        | Guanare |  |

### Partido del 3 lugar
| 18 de junio, 18:00                    | Brasil                                | 66 - 69                               | Uruguay |  |
| Reporte                               |                                       |                                       |         |  |
| Parciales: 16-18, 20-16, 17-15, 13-20 | Parciales: 16-18, 20-16, 17-15, 13-20 | Parciales: 16-18, 20-16, 17-15, 13-20 | Guanare |  |
| Vitor Benite 22 puntos                | Pts                                   | Nicolas Catala 20 puntos              | Guanare |  |
| Rodrigo De Jesus 3 rebotes            | Rebs                                  | Miguel Barriola 8 rebotes             | Guanare |  |
| Lucas Miguel 3 asistencias            | Asists                                | Miguel Barriola 3 asistencias         | Guanare |  |

### Final
| 18 de junio, 20:00                    | Argentina                             | 61 - 55                               | Venezuela |  |
| Reporte                               |                                       |                                       |           |  |
| Parciales: 18-11, 14-12, 11-18, 18-14 | Parciales: 18-11, 14-12, 11-18, 18-14 | Parciales: 18-11, 14-12, 11-18, 18-14 | Guanare   |  |
| Matias Nocedal 13 puntos              | Pts                                   | Gregory Echenique 22 puntos           | Guanare   |  |
| Pablo Orlietti 9 rebotes              | Rebs                                  | Gregory Echenique 10 rebotes          | Guanare   |  |
| Ramiro Iglesias 3 asistencias         | Asists                                | Yelfri Berroteran 4 asistencias       | Guanare   |  |

| Argentina         |
| Campeón Argentina |
| Quinto Título     |

## Clasificación
| Posición | Equipo    |
| -------- | --------- |
| 1        | Argentina |
| 2        | Venezuela |
| 3        | Uruguay   |
| 4        | Brasil    |
| 5        | Perú      |
| 6        | Chile     |
| 7        | Colombia  |
| 8        | Ecuador   |

## Clasificados al FIBA Américas Sub-18 2008
| Bandera de Argentina | Bandera de Venezuela | Bandera de Uruguay |
| Argentina            | Venezuela            | Uruguay            |
| -------------------- | -------------------- | ------------------ |